# Роткварија
Роткварија (Житни трг, Јовановски крај) је један од најстаријих делова града Новог Сада. Налази се западно од ужег градског центра (Старог Града) и данас се сврстава у шири центар Новог Сада.

## Положај насеља
Западну границу чини Булевар ослобођења; јужну границу чини Јеврејска улица; док источну границу чине улице: Успенска, Шафарикова, Јована Суботића и Кисачка. Северна граница је Булевар Јаше Томића.
Суседне градске четврти су: Банатић (на северозападу), Сајмиште (на западу), Стари град (на југоистоку) и Салајка (на североистоку).
У административном смислу, Роткварију чине месне заједнице Житни трг и Сава Ковачевић.

## Име и историја насеља

### Топоним Светог Јована Претече
Топоним Светог Јована претече се везује за део Новог Сада који данас носи назив Роткварија.

#### Јовановски крај
Данашња Роткварија се у прошлости (18. и 19. веку) званично звала Јовановски крај (Јовански или Св. Јовански крај). Јовановски крај био је део III кварта или фртаља. Границе Јованског краја ишле су од Казанџијске улице (Јована Суботића), Кисачком улицом до Алмашког гробља, а са друге стране данашњом Масариковом (тада Црвеног крста), Руменачком (тада Пирошком), до градске капије, поред које се налазио ђерам. Јовански крај је добио назив, како је тада био обичај, по имену цркве.

#### Црква светог Јована Претече
До 1921. године, овде се налазила православна црква посвећена Светом Јовану Претечи, а народ ју је назвао Јованска црква. По једном запису, црква је сазидана почетком 1700. год. у барок-стилу, а то је била вероватно и најстарија црква у Петроварадинском Шанцу (Новом Саду). У буни 1848/49. црква је изгорела, а обновљена је 1853. године. Током Првог светског рата, Јованска црква је опљачкана и руинирана, а како је и гробље било пресељено, донета је, 1921. године, одлука да се она поруши, а на Успенском гробљу сазида капела, што је остварено тек 1937. Нова капела је посвећена св. Јовану - Ивандану.

#### Јованско гробље
Јованско гробље се налазило на простору Улице Краљевића Марка (тада Пејићев сокак), Ђурђа Бранковића (Зовина), Војводе Шупљикца (Три чекића) и Републичког фонда за пензијско и здравствено осигурање. Царским рескриптом из 1868. године доноси се забрана сахрањивања на гробљима унутар града, мада се наредба о несахрањивању почела спроводити тек шест година касније (1874). На овом гробљу су биле сахрањене многе знамените особе: брат кнеза Милоша Јован Обреновић, оснивач Матице српске Јован Хаџић, сликар и писац Димитрије Аврамовић, песник Захарије Орфелин и други. Посмртни остаци оних чији су потомци имали новца пренети су на Алмашко и Успенско гробље, док су остали покопани у заједничку гробницу. Да је ексхумација покојника била непотпуна, показало се 2015. године кад је пронађено више од стотину гробова на метар дубине од асфалта. Стручњаци Завода за заштиту споменика културе преместили су посмртне остатке на Успенско гробље, у заједничку гробницу.

#### Трг светог Јована
Трг светог Јована се налазио на данашњем Житном тргу. Новосадски тргови су некада били места трговине на којима су се налазиле пијаце.
На Светојованском тргу, тамо где су назидане велике палате Социјалног осигурања, продавало се сено, слама, трска и рогоз, а касније између два рата (1. и 2. светског рата) овамо је била пренета Житна пијаца, која је до тада била на данашњем Тргу Марије Трандафил. Године 1925. проширени Градски Савет решава да се цели простор Житне пијаце на Тргу Св. Јована изгради калдрмом из битумен макадама.

#### Светојованска школа
Године 1809. основана је Српска народна школа код Светојованске цркве тзв. Светојованска школа. Подигнута је од прилога верника из Јовановског краја. Била је филијална и чинила је, са Главном српском народном школом, једну целину. Филијалне школе биле су једнокласне, имале су једно одељење и једног учитеља. Први учитељи били су ђакони цркве при којој је школа радила, а касније су ангажовани прави учитељи. Према подацима из 1840. године, школу је похађао 41 ученик, а учитељ је био ђакон Јован Марковић. Црквена општина подигла је 1850. године нову зграду од тврдог материјала. Школа је подржављена 1919. године, али је и даље имала само два одељења, а ученици који су желели да наставе школовање морали су да пређу у неку четвороразредну школу. Почетком 30-их година, уведени су трећи и четврти разред. У школи су постојала паралелна одељења на словачком (од 1922–1955) и на немачком језику (од 1937. до 1941. године). На старој школској згради 1937. године дозидан је предњи део са по три учионице у приземљу и на спрату.
Године 1953. назив школе промењен је у Осмогодишња школа „Иво Лола Рибар", а данас носи назив Основна школа "Иво Лола Рибар".

#### Светојованска улица
Светојованска улица је једини преостао топоним, карактеристичан за овај крај. Од Јовановског краја остала је само успомена у називу ове мале улице која почиње наспрам зграде ПИОР. Архивирано на веб-сајту  (1. јул 2020) Од 1921. године једино топоним Светојованске улице подсећа на присуство верског средишта православних Срба из дела града Роткварије. 

### Назив Рокварија
Подругљив назив „Роткварија“ дали су Салајчани и Подбарци, по роткви, тада потцењеном поврћу, јер, наводно, становници овога краја нису гајили ништа друго до роткве. Напредне баштоване Јовановског краја суседи су назвали „роткварима“.

У 19. веку, на овом подручју су се насељавали баштовани, ратари и сточари, који су се делили од својих породица на Салајци и Подбари и осамостаљивали се у новоподигнутим кућама. Баштоване (бостанџије) су привлачили велики плацеви, који су им омогућавали да уреде простране баште за гајење поврћа.
У целом крају било је доста подземних вода, бара и канала, како су их тада звали – јендека. Све то је највероватније задавало велике проблеме становницима Јованског краја, и са тим проблемима нису успели да се изборе током целог 19. века. О томе говори податак да се, средином 1892. године, група грађана овог краја обраћа Магистрату и градоначелнику са молбом да градска управа уради нешто на затрпавању јендека (канала) који се простирао од Житног трга дуж Касаринске улице (данас Војводе Бојовића). Он се у пролеће изливао у околне баште, а увек је постојала и опасност да се у њему неко од деце удави, што, како су у молби записали, „овој славној вароши никако не би служило на част и дику”. Занимљиво је да становници овог краја нерадо прихватају узгајање нових биљака. Избегавало се гајење кромпира, па чак и кукуруз дуго није прихваћен као замена за пшеницу. Тек у другој половини 19. века, када су у Хабзбуршкој монархији због револуције и ратова дошле гладне године, почиње узгој ових пољопривредних култура. Многе породице Јованског краја спасле су се баш захваљујући качамаку од кукурузног брашна. Ипак, Јовански крај је био највише познат по бостану и бостанџијама. Они су своје производе продавали на зеленој пијаци у Новом Саду, али и у другим варошима Бачке и Срема.

### Назив Житни трг
Један од назива насеља, „Житни трг“, настао је од Житне пијаце која се налазила на данашњем Житном тргу. Некад су новосадски тргови имали назив по ономе чиме се на том тргу трговало. Овде су сељаци на колима доносили своје пољопривредне производе (пшеницу, кукуруз, јечам, раж и др.) и ту их продавали.

## Становништво
Према подацима предузећа ЈКП Информатика Нови Сад, на подручју Роткварије живи 17.007 становника (2010. година), од чега у МЗ „Житни трг“ 11.429 и у МЗ „Сава Ковачевић“ 5.578.

## Карактеристике насеља
Око Булевара ослобођења налазе се стамбене зграде изграђене 50-их, 60-их и 70-их година 20. века, а у околини ових зграда има и доста зелених површина. У јужном делу насеља (МЗ „Житни трг"), до Јеврејске улице и Футошке пијаце, више су заступљене приземне породичне куће, иако се овде, од 2000. године, граде нове вишеспратне зграде на плацевима некадашњих кућа. У улицама Краљевића Марка и Пап Павла се налазе старе куће из 18. века, које су под заштитом државе.

## Значајније улице
Поред граничних улица овог дела града, важније улице на Роткварији су: Вука Караџића, Пап Павла, Словачка, Краљевића Марка, Булевар Краља Петра I, Саве Ковачевића и Житни трг.

## Култура и образовање

#### Образовне установе
На Роткварији се налазе две основне школе:
- ОШ „Иво Лола Рибар” Архивирано на веб-сајту  (8. јул 2020)
- ОШ „Коста Трифковић”

#### Културне установе
У насељу постоје следеће установе културе:
- Новосадско позориште
- Омладински центар ЦК13 (Црна кућа).

## Привреда, здравство и јавне установе
Међу привредним делатностима, издваја се позната новосадска Футошка пијаца, као и пословне зграде дуж Булевара ослобођења, укључујући зграду новинско-издавачке куће "Дневник" и зграду Нафтне индустрије Србије. На Роткварији се такође налази седиште Полицијске управе Нови Сад, Центар за социјални рад, као и Дом здравља „Јован Јовановић Змај“ у улици Змај Огњена Вука, који је један од опремљенијих домова здравља у граду.

## Верски објекти
У овом делу града налазе се четири верска објекта: Молитвени дом Назаренске хришћанске заједнице (службе се одржавају на српском језику), Евангелистичка методистичка црква (службе се одржавају на српском језику), Словачка Евангелистичка црква (службе се одржавају на словачком и повремено на српском језику) и Реформатска-Калвинска црква (службе се одржавају на мађарском језику).
- Молитвени дом Назаренске хришћанске заједнице
- Евангелистичка методистичка црква
- Словачка евангелистичка црква

## Галерија
- Булевар Краља Петра I
- Улица Краљевића Марка
- Житни трг
- Омладински центар ЦК13 (Црна кућа)